# Центральний (бахш, шагрестан Лянґаруд)
Центральний (перс. مرکزی) — бахш в Ірані, в шагрестані Лянґаруд остану Ґілян. За даними перепису 2006 року, його населення становило 90729 осіб, які проживали у складі 26475 сімей.

## Дегестани
До складу бахша входять такі дегестани:
- Ґол-є-Сефід
- Дівшал
- Чаф